# Stylogyne aguarunana
Stylogyne aguarunana är en viveväxtart som beskrevs av J.J. Pipoly och J.M. Ricketson. Stylogyne aguarunana ingår i släktet Stylogyne och familjen viveväxter. Inga underarter finns listade i Catalogue of Life.